# ABSA Cargo Airline
ABSA Cargo Airline (tên cũ là ABSA - Aerolinhas Brasileiras S.A.) (mã IATA = M3, mã ICAO = TUS) là hãng hàng không vận chuyển hàng hóa của Brasil, trụ sở ở Campinas. Hãng đảm nhận việc vận chuyển hàng hóa trong nước, trong châu Mỹ Latinh và tới Hoa Kỳ. Căn cứ chính của hãng ở Sân bay quốc tế Viracopos, Campinas.

## Lịch sử
Hãng được thành lập và bắt đầu hoạt động từ ngày 2.6.1995 dưới tên Brasil Transair - Transportes Charter Turismo. Tháng 11/2001 LAN Airlines mua đa số cổ phần của hãng. Ngày nay LAN Airlines nắm 74%, Jochmann 13% và TADEF 13%. Hãng hiện có 285 nhân viên (tháng 3/2007).

## Đội máy bay
(Tháng 3/2007):
- 2 Boeing 767-300F